# Santa Maria in Palmis

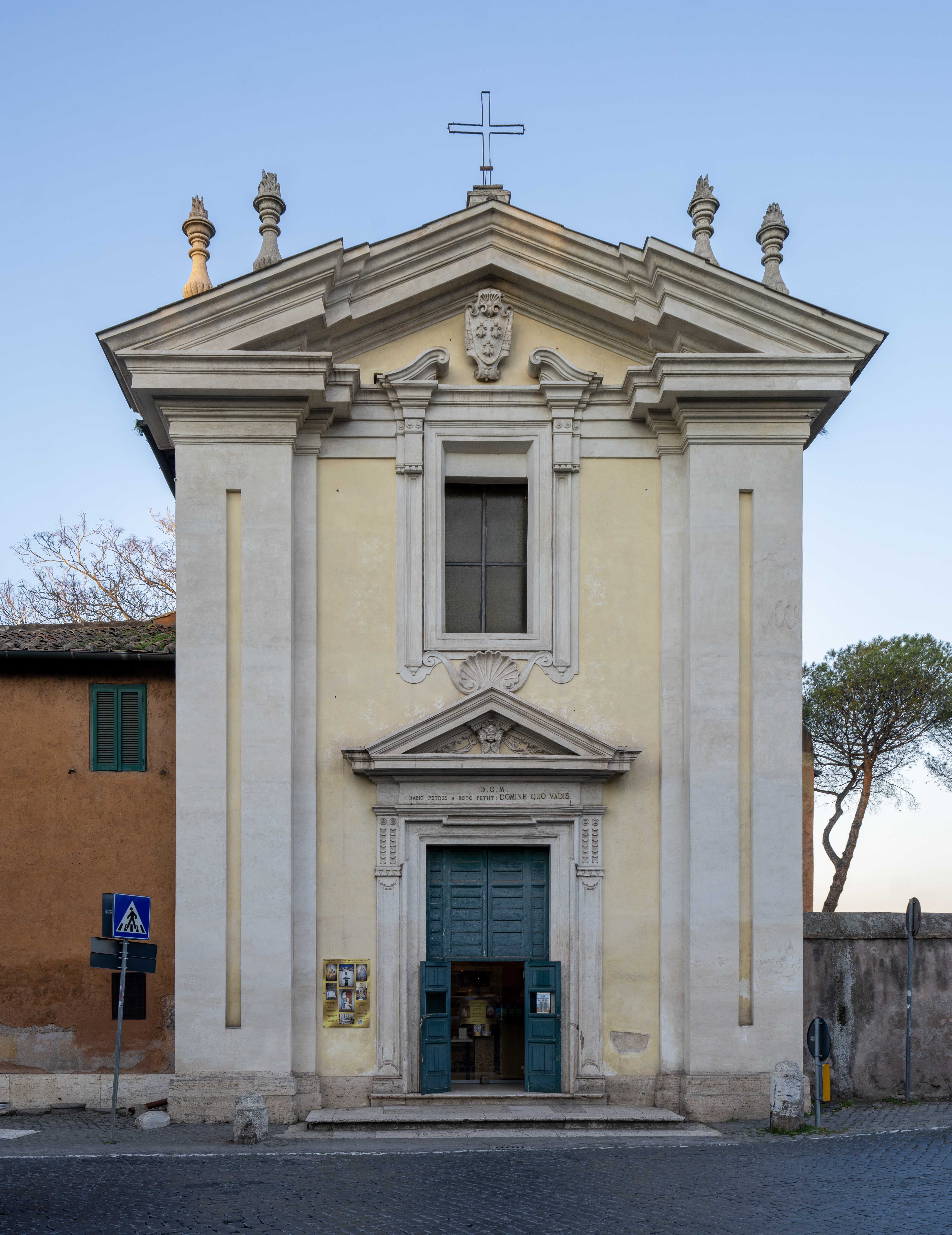
Das Äußere der Kirche

Santa Maria in Palmis (auch: Santa Maria delle Piante, lat.: Sanctae Mariae in Palmis, besser bekannt unter dem Namen Domine Quo Vadis?) ist eine kleine Kirche im Süden Roms im XI. Munizipium Appia Antica im Quartier Appio-Latino. Sie befindet sich ungefähr 800 m von der Porta San Sebastiano entfernt an der Gabelung der Via Appia Antica und der Via Ardeatina. Die Kirche gehört heute der Kongregation vom Heiligen Erzengel Michael.

## Geschichte
Die Kirche wurde im 9. Jahrhundert an der Stelle erbaut, an der laut der apokryphen Apostelgeschichte des Petrus (Petrusakten) der aus Rom flüchtende Petrus auf Christus traf. Der Apostel fragte Jesus, wohin er gehe (Domine, quo vadis? – Herr, wohin gehst Du?). Er antwortete ihm mit „Venio Romam iterum crucifigi“ (Ich komme nach Rom, um erneut gekreuzigt zu werden). Daraufhin kehrte Petrus beschämt nach Rom zurück, um sein Martyrium zu erleiden.
1637 ließ Kardinal Francesco Barberini die Kapelle in der heutigen barocken Form neu errichten.
Diese Stelle an der Via Appia markiert nach römischer Tradition den Ort, dem sich ein Soldat Hannibals im Zweiten Punischen Krieg am nächsten der Stadt Rom genähert hatte.

## Gebäude und Innenraum

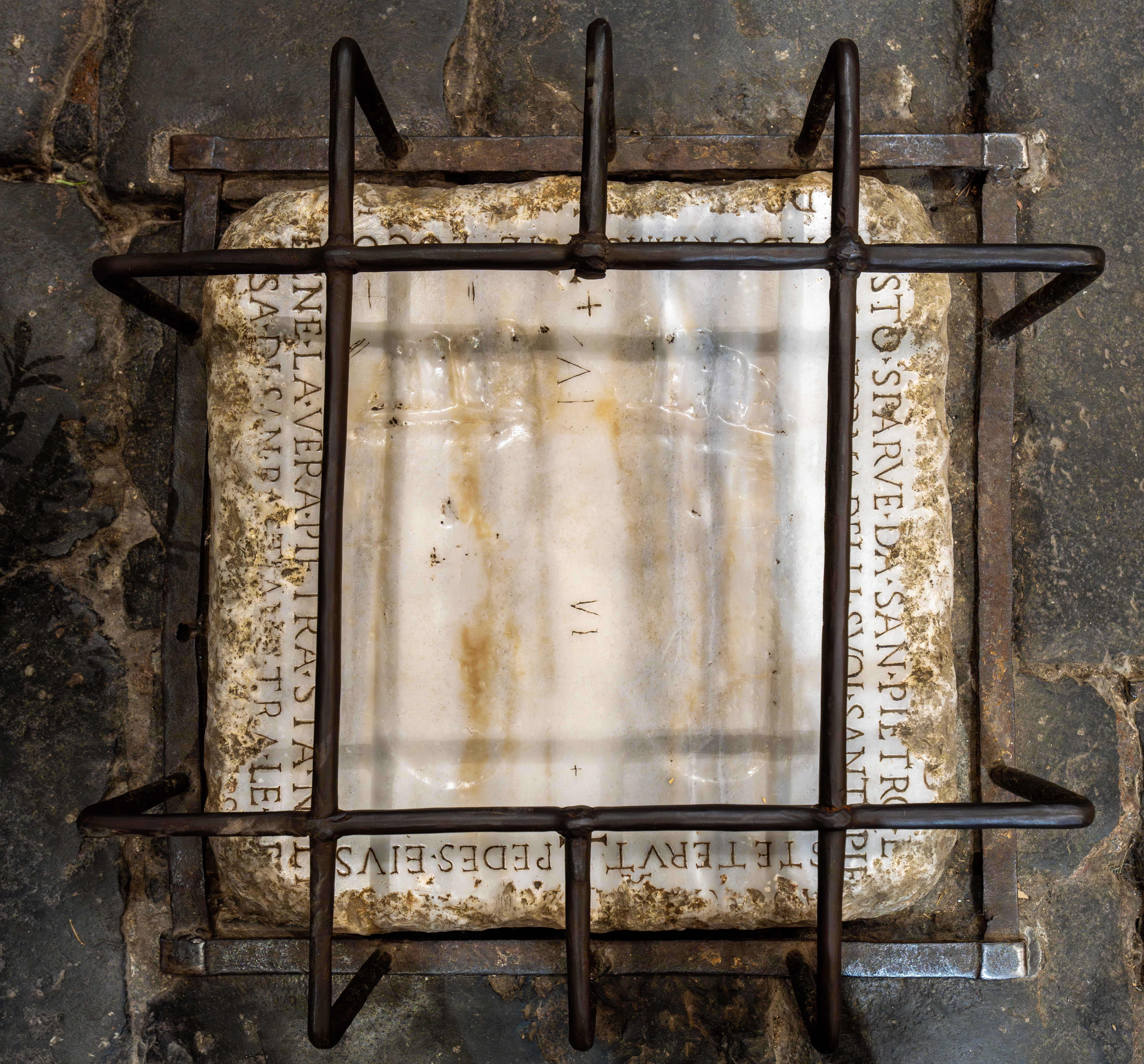
„Fußabdrücke Christi“

Die einschiffige Kirche wurde im 9. Jahrhundert errichtet und 1637 komplett im Auftrag von Francesco Barberini umgestaltet. Im Innenraum der Kirche befindet sich in der Nähe des Hauptportals die Kopie eines Steins (Original in San Sebastiano alle Catacombe) mit Fußabdrücken, die der Legende nach von Jesus Christus stammen. Daher auch der Beiname in palmis vom lateinischen palma für Fußfläche, genauso wie delle piante, das die gleiche Bedeutung auf Italienisch hat. Tatsächlich handelt es sich bei dem Stein um eine Votivtafel für eine glückliche Rückkehr, die vermutlich aus dem Tempel des Deus Rediculus (Der Gott der Umkehr) stammt, der in der Nähe der Kirche stand.
In der Kirche befindet sich ein Denkmal für Henryk Sienkiewicz, den Autor des Romans Quo Vadis.

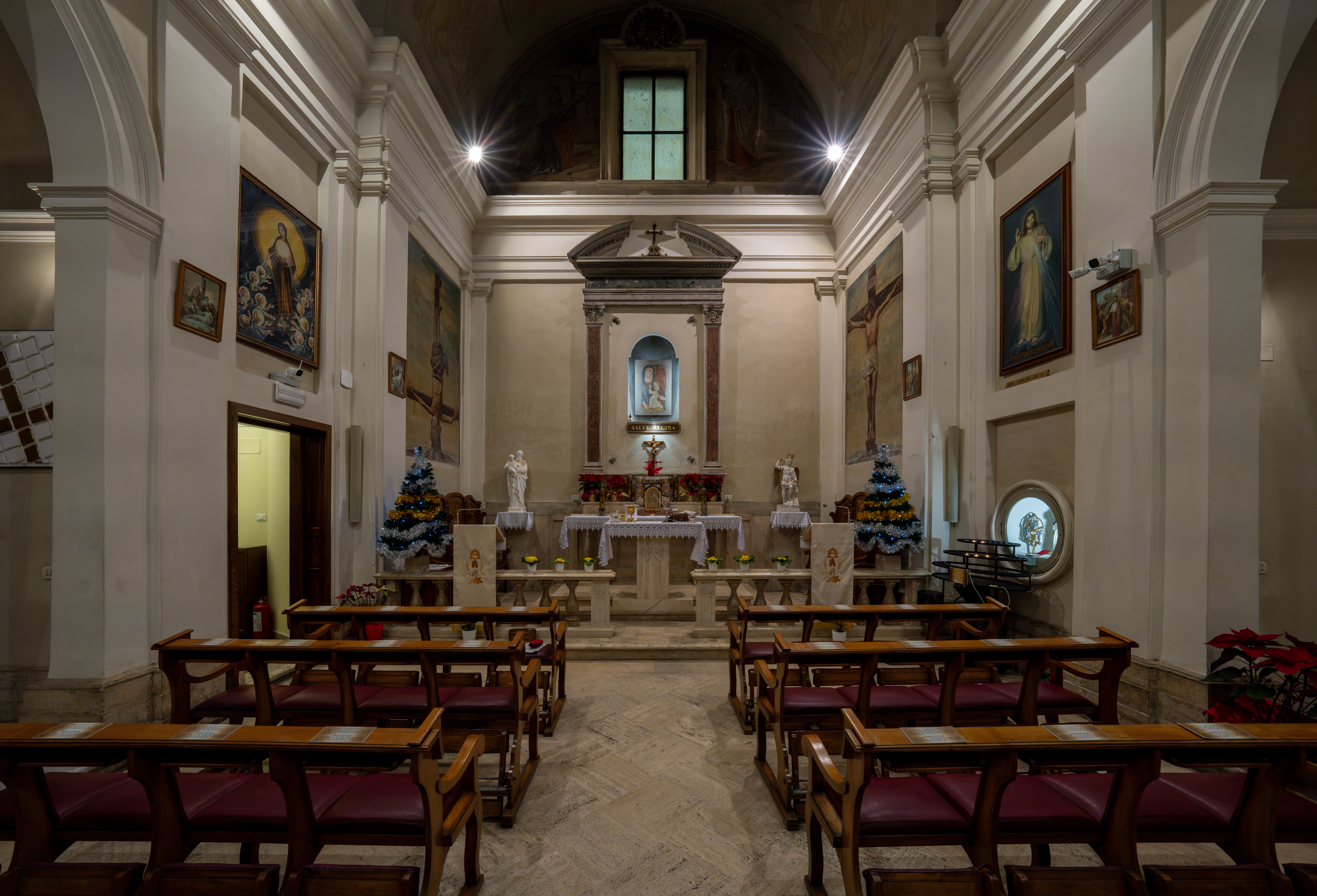
Altar
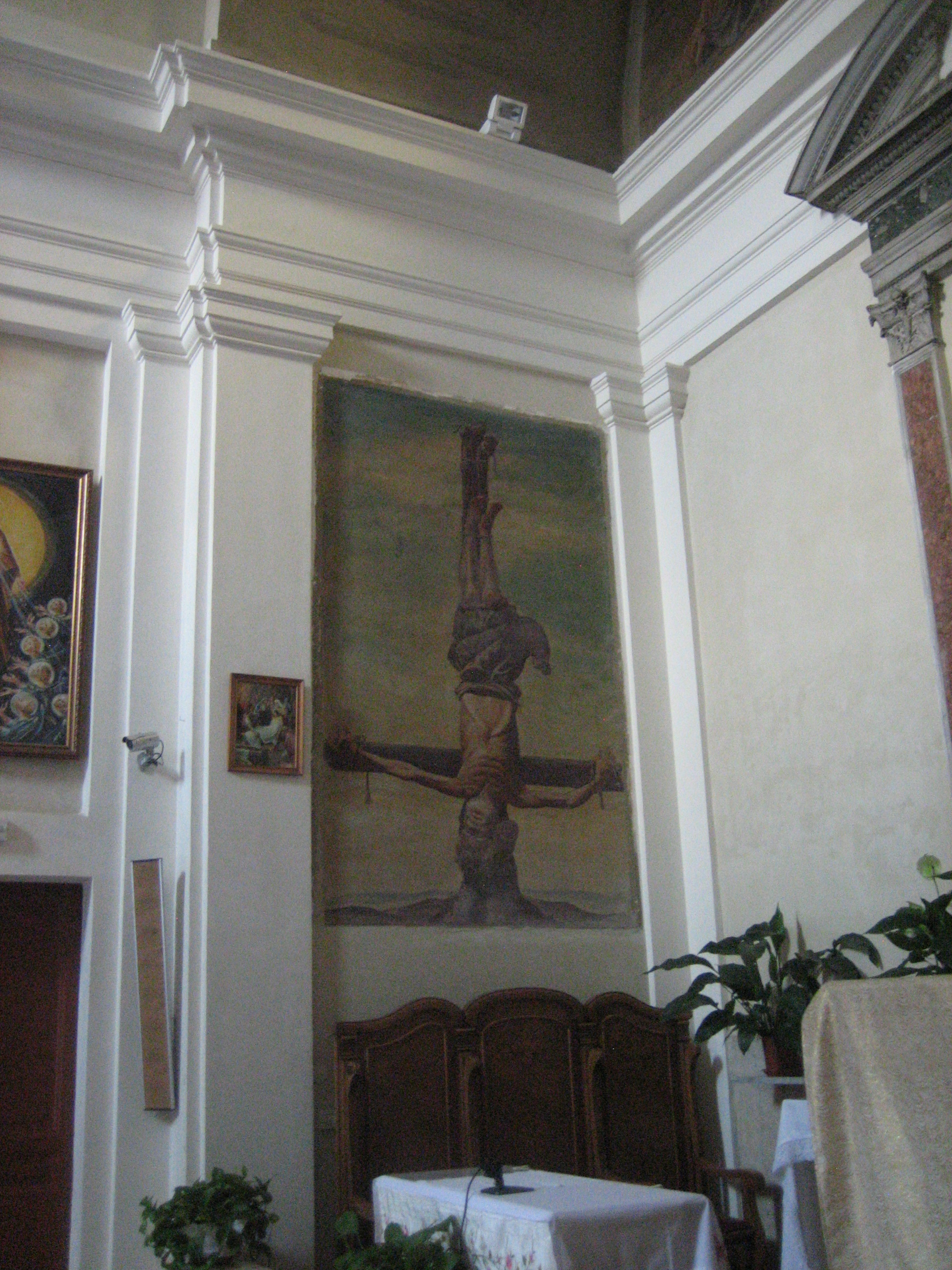
Darstellung der Kreuzigung des Petrus
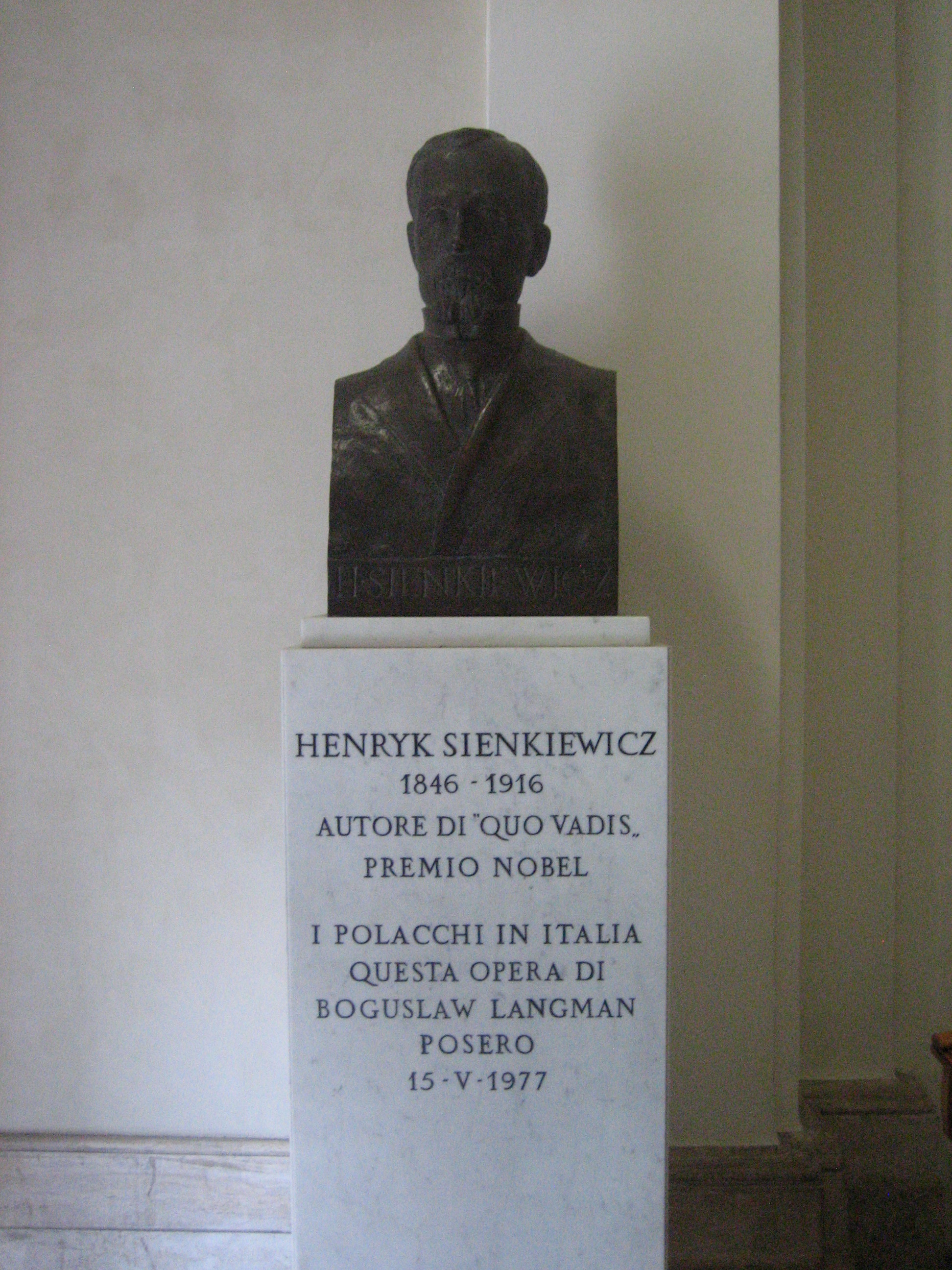
Denkmal Henryk Sienkiewicz’